# Argen
Ne doit pas être confondu avec Argen (Fedge).
L'Argen est une rivière allemande d'une longueur de 23,4 km qui coule dans le land du Bade-Wurtemberg. Elle est un affluent du lac de Constance dans le bassin du Rhin.